# Роение

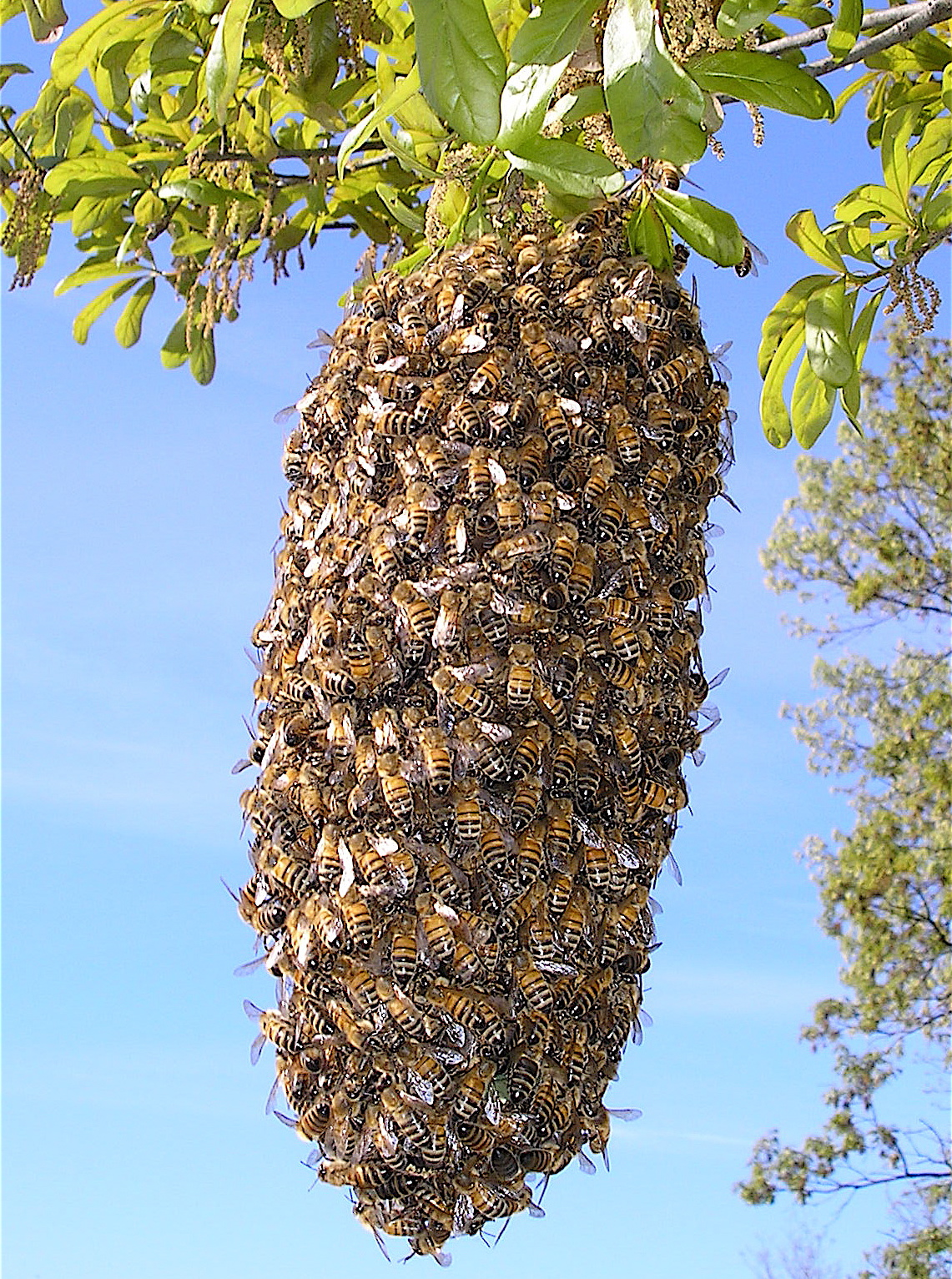
Рой пчёл, привившийся на ветку дерева (восточный Арканзас)

Рое́ние — полёт имаго (половозрелых) насекомых, предпринимаемый со специальной целью — деление одной колонии на части.
Роение свойственно большинству перепончатокрылых насекомых (Hymenoptera): мелким наездникам (Braconidae), муравьям (Formicidae) и многим стебельчатобрюхим (Aculeata), среди которых более всего известны пчёлы (Apis) и шмели (Bombus).
Роение происходит всегда в ясный, тихий и солнечный день. При этом насекомые поднимаются большими массами довольно высоко над землёй; отдельные особи беспрестанно то поднимаются выше, то ниже («танцуют»).
У муравьёв в роении принимают участие самцы и самки примерно в одинаковом количестве. У медоносных пчёл — одна матка (старая плодная или молодая неплодная), тысячи молодых рабочих пчёл и несколько сотен трутней. Подобные же роения существуют и у насекомых из других отрядов: комары (Culicidae) танцуют в воздухе перед закатом солнца, мухи-толкунчики (Empididae) тоже танцуют днём или под вечер, некоторые подёнки (Ephemeridae), непосредственно после выхода из нимфы, большими массами летают вдоль рек, копулируя в воздухе, и т. п.